# Glenea fatalis
Glenea fatalis é uma espécie de escaravelho da família Cerambycidae. Foi descrito por Francis Polkinghorne Pascoe em 1867.  É conhecida a sua existência na Malásia, Bornéu e Sumatra.